# جان كاستيليني
جان كاستيليني (من مواليد 21 يناير 1968) هو رجل أعمال وسياسي من موناكو.
تولى كاستيليني منصب مستشار المالية والاقتصاد في ديسمبر 2012.

## حياته الشخصية
كاستيليني متزوج وله ثلاثة أطفال.